# Любішка
Любішка (словац. Ľubiška) — річка в Словаччині, права притока Лаборця, протікає в окрузі Гуменне.
Довжина — 10 км. Витік знаходиться в масиві Лаборецька Верховина — на висоті 365 метрів. Протікає територією сіл Вишні Ладичковці; Нижні Ладичковці і Вельополє.
Впадає у Лаборець на висоті 165 метрів.